# Font del Salencar
La Font del Salencar és una font del terme municipal de la Torre de Cabdella, del Pallars Jussà, en el seu terme primigeni, dins del territori del poble d'Astell. Està situada a 1.296 m d'altitud, al sud-oest d'Astell, a ponent de la pista asfaltada que mena a Obeix i Aguiró. És a la partida del Solà de Bellera, ran d'una pista rural que s'enfila pel Solà per anar a unes instal·lacions agropecuàries que hi ha en aquell lloc.